# Август фон Пфалц-Зулцбах
Август фон Пфалц-Зулцбах (на немски: von Pfalz-Sulzbach; * 2 октомври 1582, Нойбург на Дунав, Бавария; † 14 август 1632, Вайнхайм, Баден-Вюртемберг) от фамилията на Вителсбахите, е пфалцграф и херцог на Пфалц-Зулцбах.

## Живот
Той е третият син на Филип Лудвиг (1547 – 1614), пфалцграф и херцог на Пфалц-Нойбург, и съпругата му Анна фон Клеве (1552 – 1632), дъщеря на Вилхелм V „Богатия“ от Юлих-Клеве-Берг, и втората му съпруга ерцхерцогиня Мария Австрийска, дъщеря на император Франц I (1503 – 1564).
По-големият му брат Волфганг Вилхелм (1578 – 1653) става пфалцграф и херцог на Пфалц-Нойбург. По-малкият му брат Йохан Фридрих (1587 – 1644) става пфалцграф и херцог на Пфалц-Хилполтщайн
През 1609 г. започва да следва в университет Тюбинген. След това пътува през Италия, Франция, Швеция и до различни княжески дворове. След смъртта на баща му през 1614 г. той разделя наследството с брат си Волфганг Вилхелм. Волфганг Вилхелм получава Нойбург, а Август – Зулцбах. Започва конфликти между тях, когато брат му става католик и иска да реформира и Зулцбах. Аугуст е вярващ лутеранец и се съпротивлява.
През 1618 г. Август подарява училище в Зулцбах. През 1630 г. той отива в Лайпциг, където се намирал шведския крал Густав II Адолф с войската си. След това той тръгва с краля през Германия и печели доверието му. През 1632 г. кралят го изпраща от Нюрнберг в Саксония, за да накара тамошния курфюрст Йохан Георг I да се откаже от съюз с Валенщайн. След успешните преговори той умира на 14 август 1632 г.

## Фамилия
На 17 юли 1620 г. той се жени в Хузум за Хедвига фон Шлезвиг-Холщайн-Готорп (* 23 декември 1603, † 22 март 1657), дъщеря на херцог Йохан Адолф фон Шлезвиг-Холщайн-Готорп и съпругата му Августа Датска, дъщеря на датския крал Фридрих II. Двамата имат децата:
- Анна София (1621 – 1675)

∞ 1647 граф Йоахим Ернст фон Йотинген-Йотинген (1612−1659)
- Христиан Август (1622 – 1708), пфалцграф на Зулцбах

∞ 1649 в Стокхолм за Амалия Магдалена фон Насау-Зиген (1615 – 1669)
- Адолф Фридрих (1623 – 1624)
- Августа София (1624 – 1682)

∞ 1653 княз Венцел Евсебий фон Лобковиц (1609 – 1677)
- Йохан Лудвиг (1625 – 1649), шведки генерал
- Филип Флоринус (1630 – 1703), императорски генерал-фелдмаршал
- Доротея Сузана (1631 – 1632)